# Pilar (Sorsogon)
Pilar is een gemeente in de Filipijnse provincie Sorsogon in het zuidoosten van het eiland Luzon. Bij de laatste census in 2007 had de gemeente bijna 64 duizend inwoners.

## Geografie

### Bestuurlijke indeling
Pilar is onderverdeeld in de volgende 49 barangays:
| - Abas - Abucay - Bantayan - Banuyo - Bayasong - Bayawas - Binanuahan - Cabiguan - Cagdongon - Calongay - Calpi - Catamlangan - Comapo-capo | - Danlog - Dao - Dapdap - Del Rosario - Esmerada - Esperanza - Ginablan - Guiron - Inang - Inapugan - Leona - Lipason | - Lourdes - Lubiano - Lumbang - Lungib - Mabanate - Malbog - Marifosque - Mercedes - Migabod - Naspi - Palanas - Pangpang | - Pinagsalog - Pineda - Poctol - Pudo - Putiao - Sacnangan - Salvacion - San Antonio - San Antonio - San Jose - San Rafael - Santa Fe |

## Demografie
Pilar had bij de census van 2007 een inwoneraantal van 63.539 mensen. Dit zijn 5.641 mensen (9,7%) meer dan bij de vorige census van 2000. De gemiddelde jaarlijkse groei komt daarmee uit op 1,29%, hetgeen lager is dan het landelijk jaarlijks gemiddelde over deze periode (2,04%). Vergeleken met de census van 1995 is het aantal mensen met 12.221 (23,8%) toegenomen.

De bevolkingsdichtheid van Pilar was ten tijde van de laatste census, met 63.539 inwoners op 248 km², 256,2 mensen per km².

## In het nieuws
- 6 maart 2009 - In ondiepe wateren voor de kust van Pilar hebben vissers een pasgeboren walvishaai ontdekt. De ontdekking van de 38 centimeter lange baby-walvishaai toont mogelijk aan dat het water voor de kust van Pilar en Donsol een van de broedplaatsen van walvishaaien is.[4]

## Geboren in Pilar
- Lino Brocka (3 april 1939), filmregisseur (overleden 1991)